# Station Le Coteau
Station Le Coteau is een spoorwegstation in de Franse gemeente Le Coteau.